# Јавно тужилаштво за организовани криминал Републике Србије
Јавно тужилаштво за организовани криминал Републике Србије (раније Тужилаштвo за организовани криминал) је јавно тужилаштво посебне надлежности са седиштем у Београду и основано за територију читаве Србије. Непосредно више јавно тужилаштво је Врховно јавно тужилаштво Републике Србије.
Тренутни главни јавни тужилац је Младен Ненадић, у другом мандату до 2027. године.

## Надлежности
Сходно Закону о јавном тужилаштву, Јавно тужилаштво за ратне злочине надлежни је да поступају пред надлежним судовима у првом и другом степену и врше друге послове у складу са законом, док је по Закону о организацији и надлежности државних органа у сузбијању организованог криминала, тероризма и корупције надлежан за откривање, кривично гоњења и суђења за:
- кривична дела организованог криминала
- кривично дело убиство представника највиших државних oргана (члан 310. Кривичног законика) и кривично дело оружане побуне (члан 311. Кривичног законика)
- кривична дела против службене дужности (чл. 359. и чл. 361. до 368. Кривичног законика) и кривично дело давање и примање мита у вези са гласањем (члан 156. Кривичног законика)
- кривична дела против привреде (чл. 223, 223а, 224, 224а, 227, 228, 228а, 229, 230, 231, 232, 232а, 233, члана 235. став 4, чл. 236. и 245. Кривичног законика)
- кривично дело тероризам (члан 391. Кривичног законика), кривично дело јавно подстицање на извршење терористичких дела (члан 391а Кривичног законика), кривично дело врбовање и обучавање за вршење терористичких дела (члан 391б Кривичног законика), кривично дело употреба смртоносне направе (члан 391в Кривичног законика), кривично дело уништење и оштећење нуклеарног објекта (члан 391г Кривичног законика), кривично дело финансирање тероризма (члан 393. Кривичног законика) и кривично дело терористичко удруживање (члан 393а Кривичног законика)
- кривична дела против државних органа (члан 322. ст. 3. и 4. и члан 323. ст. 3. и 4. Кривичног законика) и кривична дела против правосуђа (чл. 333. и 335, члан 336. ст. 1, 2. и 4. и чл. 336б, 337. и 339. Кривичног законика), ако су извршена у вези са горепоменутим кривичним делима